# GRB 071010B
GRB 071010B – rozbłysk gamma zaobserwowany w październiku 2007. Rozbłysk miał miejsce w gwiazdozbiorze Wielkiej Niedźwiedzicy. Promieniowanie gamma z rozbłysku zostało wykryte przez satelitę Swift, a 17 minut później fiński amatorski astronom Arto Oksanen odkrył poświatę wybuchu w świetle widzialnym. W najjaśniejszym momencie wielkość gwiazdowa wybuchu wynosiła 19m. Pomiary przesunięcia ku czerwieni wykonane przez teleskopy Kecka i Obserwatorium Gemini wskazują, że wybuch nastąpił w odległości ponad 7 miliardów lat świetlnych od Ziemi.